# Besleria ardens
Besleria ardens är en tvåhjärtbladig växtart som beskrevs av Joseph Decaisne. Besleria ardens ingår i släktet Besleria och familjen Gesneriaceae. Inga underarter finns listade i Catalogue of Life.